# Trust Me (松下優也の曲)
「Trust Me」（トラスト・ミー）は、松下優也の4枚目のシングル。2010年2月17日発売。発売元はエピックレコーズ。

## 収録曲

### 初回限定盤・通常盤
1. Trust Me
  - 作詞：荘野ジュリ／作曲・編曲：Jin Nakamura
  - TBS系アニメ『デュラララ!!』エンディング・テーマ
2. ふたり
  - 作詞：荘野ジュリ／作曲・編曲：Jin Nakamura
  - 劇場映画『時をかける少女』挿入歌
3. Trust Me -Instrumental-
4. ふたり -Instrumental-

### 期間生産限定盤
1. Trust Me
2. Trust Me -TV size-
3. Trust Me -Remix-
4. Trust Me -Instrumental-